# Spirthill
Spirthill – osada w Anglii, w hrabstwie Wiltshire. Leży 48 km na północ od miasta Salisbury i 131 km na zachód od Londynu.